# Roger Moorhouse

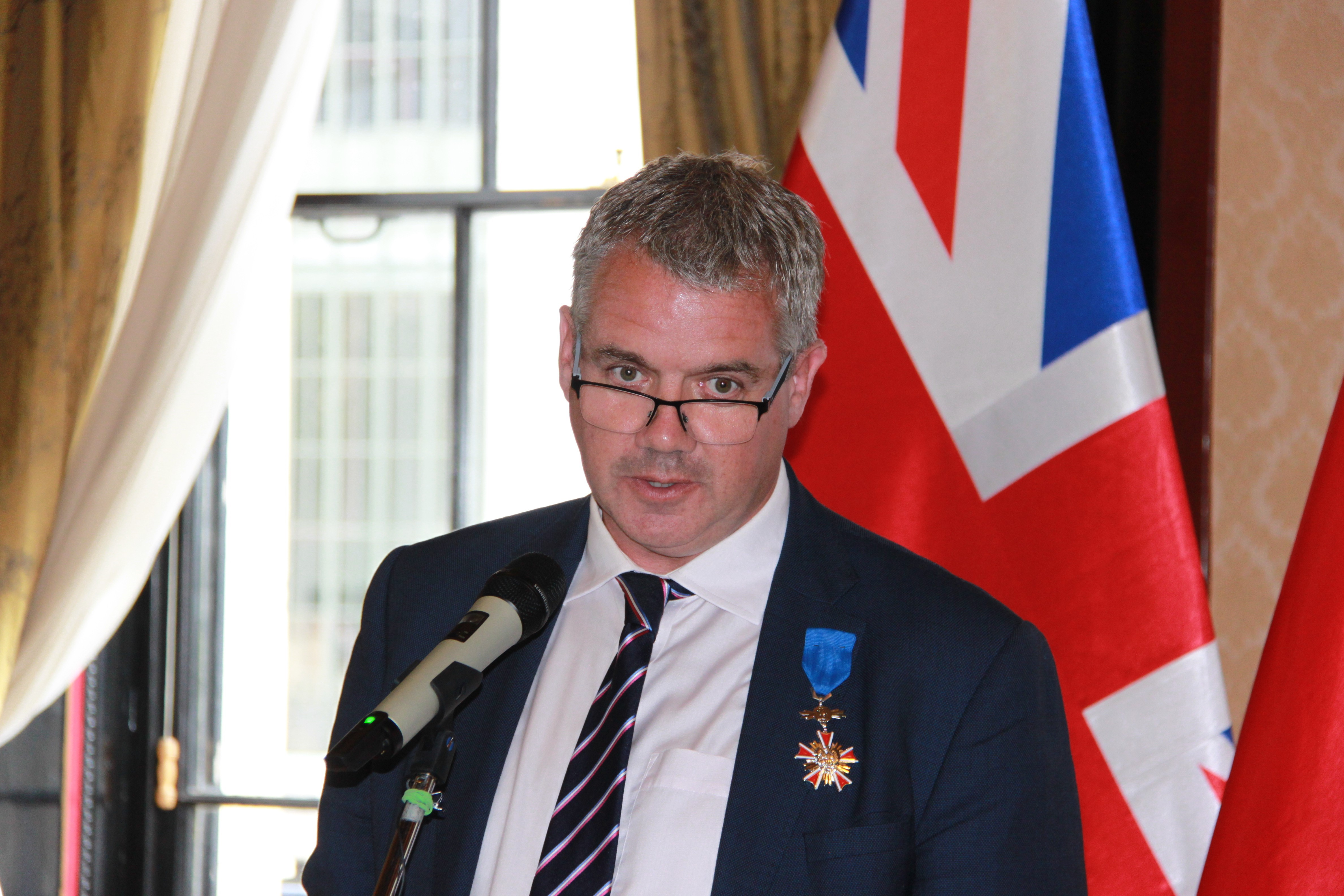
Roger Moorhouse år 2020.

Roger Moorhouse, född 14 oktober 1968 i Stockport, är en brittisk historiker och författare. Han är expert på Tysklands historia, i synnerhet Adolf Hitler och Tredje riket.

## Utmärkelser
- Riddare av Republiken Polens förtjänstorden,  8 juni 2020[1]

[Redigera Wikidata]